# Piedigriggio
Piedigriggio (en cors Pedigrisgiu) és un municipi francès, situat a la regió de Còrsega, al departament d'Alta Còrsega. L'any 1999 tenia 124 habitants.

## Demografia
| 1962 | 1968 | 1975 | 1982 | 1990 | 1999 |
| ---- | ---- | ---- | ---- | ---- | ---- |
| 89   | 108  | 102  | 119  | 99   | 124  |

## Administració
| Període | Identitat                   | Partit | Qualitat |  |
| ------- | --------------------------- | ------ | -------- |  |
| 2008-   | Nicolette Albertini-Colonna |        |          |  |